# CK Automotive
CK Automotive war ein britischer Hersteller von Automobilen, der zu Automotive Systems Developments gehörte.

## Unternehmensgeschichte
Bob Egginton gründete 1989 das Unternehmen in Maidstone in der Grafschaft Kent. Er begann mit der Produktion von Automobilen und Kits. Der Markenname lautete CK. 1998 endete die Produktion. Insgesamt entstanden etwa zwölf Exemplare.

## Fahrzeuge
Im Angebot stand nur ein Modell, der 427, auch Cobra genannt. Dies war die Nachbildung eines AC Cobra. Es war der Nachfolger des Gravetti 427 von Gravetti Engineering und des GE 427 von GE Engineering. Die offene Karosserie bot Platz für zwei Personen.